# 白羊座7
白羊座7（7 Ari, 7 Arietis），是一颗位于白羊座的恒星系统，距离地球约522光年，视星等为5.76。